# 二碘化锗
二碘化锗是锗的一种碘化物，化学式 GeI2。

## 制备
二碘化锗可以由四碘化锗在氢碘酸和次磷酸和水反应而成。
{\displaystyle \mathrm {GeI_{4}+H_{2}O+H_{3}PO_{2}\longrightarrow GeI_{2}+H_{3}PO_{3}+2\ HI} }
它也可以由一硫化锗或一氧化锗和碘化氢反应1而成。它也可以由锗和碘在 200 – 400 °C下直接反应而成。
{\displaystyle \mathrm {GeO+2\ HI\longrightarrow GeI_{2}+H_{2}O} }
{\displaystyle \mathrm {GeS+2\ HI\longrightarrow GeI_{2}+H_{2}S} }
二碘化锗也可以这样制备：
{\displaystyle \mathrm {HGeCl_{3}+3\ HI\longrightarrow HGeI_{3}+HCl} }
{\displaystyle \mathrm {HGeI_{3}\longrightarrow GeI_{2}+HI} }

## 性质
二碘化锗是一种黄色晶体，在湿气中会缓慢水解成二氢氧化锗。它不溶于碳氢化合物，微溶于氯仿和四氯化碳。它是碘化镉结构的，晶格参数 a = 413 pm和c = 679 pm。它在 550 °C 下歧化成锗和四碘化锗。

## 用处
二碘化锗可以和卡宾反应，形成稳定的化合物。它还用于电子工业，通过歧化反应外延生产锗层。